# Japanski zovoj
Japanski zovoj (lat. Puffinus bannermani) je vrsta morske ptice iz porodice zovoja. Neki ga autori smatraju podvrstom audubonovog zovoja. 
Staništa su mu vode izvan obale. Pelagiačn je, ali pravi kolonije blizu kopna. Gnijezdi se na oceanskim otocima, koraljnim atolima, i stijenovitim otočićima. Migrira obično prema morima južno od Japana.

## Vanjske poveznice
|  | Zajednički poslužitelj ima još gradiva o temi Puffinus bannermani |
|  | Wikivrste imaju podatke o taksonu Puffinus bannermani             |